# Olthévíz

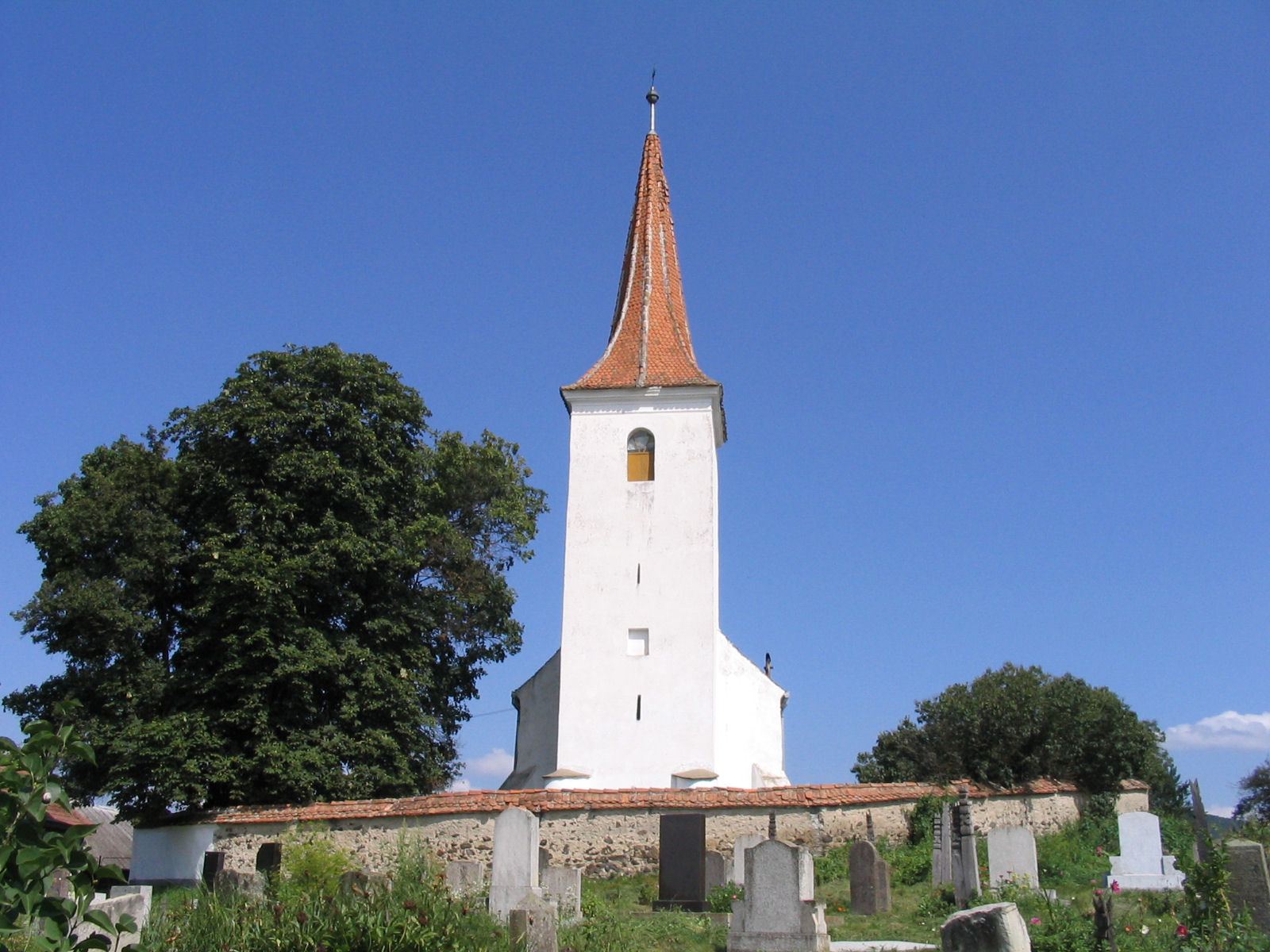
Unitárius templom

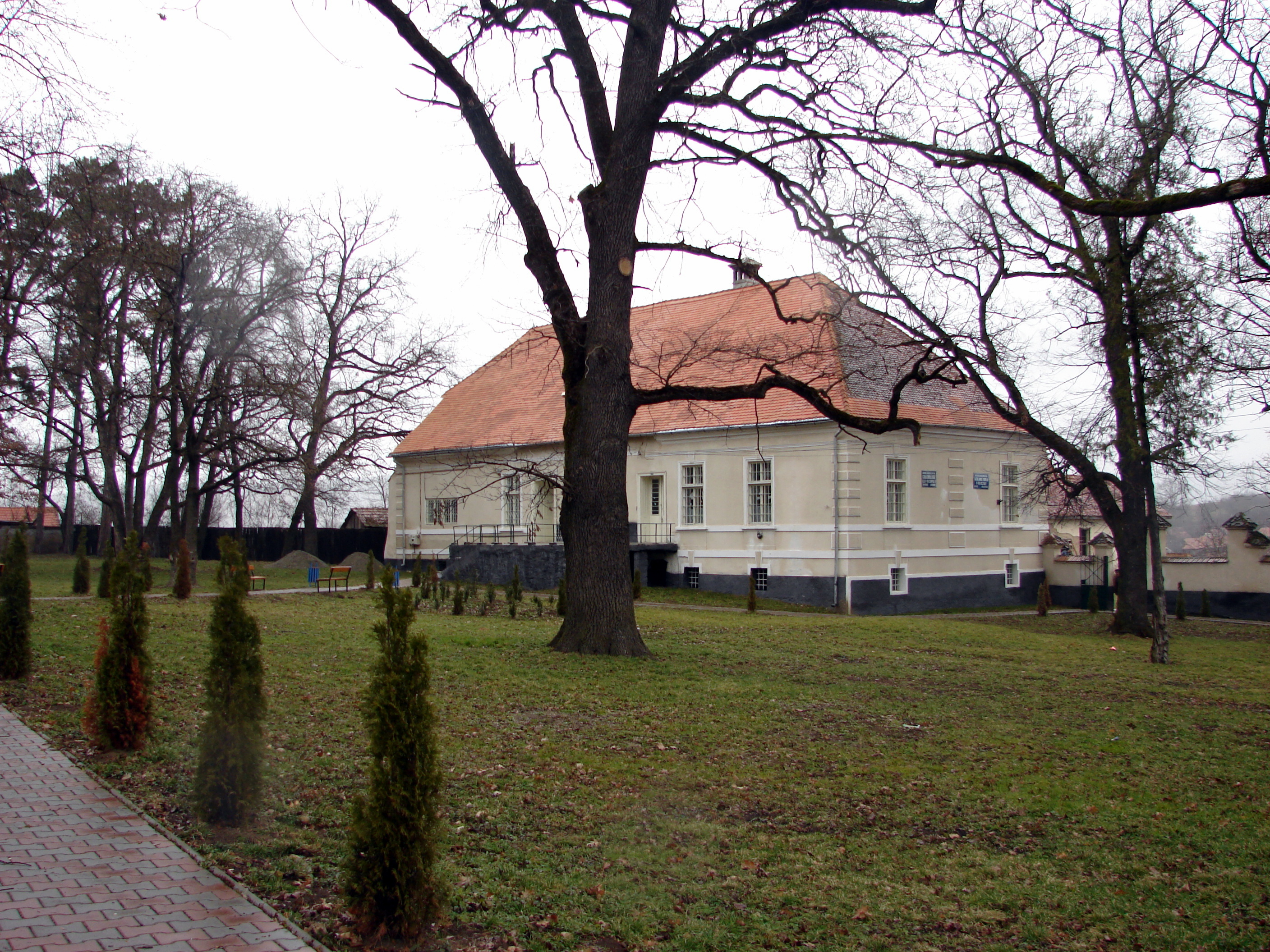
Haller–Kálnoky-kastély

Olthévíz (románul: Hoghiz, németül: Warmwasser, erdélyi szász nyelven Warmbach, latinul Calida Aqua) község Romániában, Erdélyben, Brassó megyében.

## Fekvése
Kőhalomtól 8 km-re délkeletre, az E60-as főút mentén, az Olt bal partján fekszik.

## Nevének eredete
Magyar és német nevét a keleti végében feltörő, télen-nyáron egyformán 12 °C hőmérsékletű forrásról kapta. A román név a magyarból való. 1235-ben Aqua Calida, 1522-ben Warembach, 1606-ban Hévíz néven említették.

## Története

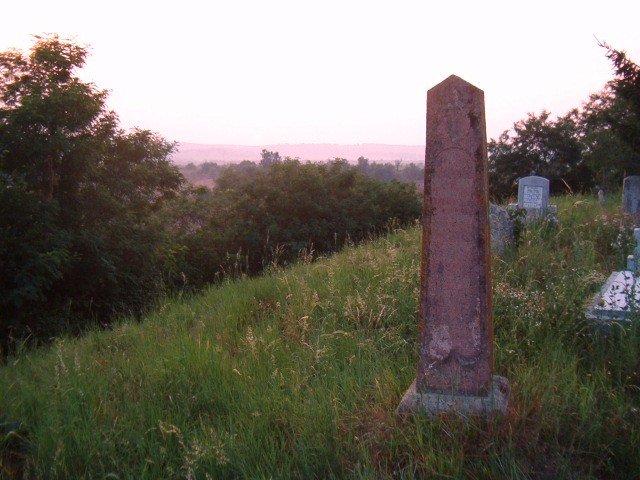
A temető

A rómaiak a közelében castrumot, a Birodalom határát képező Olt folyón pedig hidat építettek. A falutól negyedóra járásra délnyugati irányban Szászugrával szemben látszanak a castrum jelentős maradványai. Talán azonosítható a mai faluval az a Calida aqua, amelynek 1186-ban, III. Orbán pápa bullájában ispotályos kolostoráról esik szó. A 14. század második felében Vlaicu havasalföldi vajda birtoka volt. A 16. század végére az egész falu az unitárius vallásra tért. 1594–1603-ban üvegcsűr működött benne. 1600-ban 36 háztartásból állt. 1650-ig a Sükösd családé, 1667-ben Nagy Tamás kapta meg, később a betleni Bethlen, a Haller és a Kálnoky családé lett. 1721-ben 4 nemes, 80 jobbágy- és 13 zsellércsalád lakta. 1722-ben, második, Teleki Józseffel kötött házassága kezdetén költözött ide Bethlen Kata. 1725-ben az unitárius faluban református egyházat alapított. Varró, szövő, gombkötő és posztóványoló műhelyt létesített, református iskolát és üveghutát építtetett. Hímzőiskolájában a nagyasszony saját mintái alapján székkárpitokat és egész Erdély református templomaiba oltárterítőket készítettek. Az unitáriusok három pert indítottak ellene, hogy kivizsgáltassák, nem erőszakkal téríti-e a lelkeket. Munkájának köszönhetően az évszázad közepére a lakosság kb. fele már a református vallást követte. 1849. március 4-én 38 román és négy magyar lakosát kivégezték. 1849-től kezdve települtek le zsidók a faluban. 1916-ban betörők fölgyújtották Haller László 12 ládányi hagyatékát, benne az állítólag legjelentősebb erdélyi térképgyűjteménnyel. Fehér, 1764 és 1876 közt Felsőfehér, majd Nagyküküllő vármegyéhez tartozott.
Az olthidegkúti cementgyár megnyitása után tömbházak épültek, és munkások költöztek be. Az 1975-ben elfogadott településrendezési terv kiemelt szerepet szánt neki, és várossá való fejlesztését tűzte ki célul.

## Lakossága
1850-ben 935 lakosából 749 magyar, 121 román, 35 zsidó és 17 cigány nemzetiségű, 411 unitárius, 333 református, 136 ortodox, 35 zsidó és 16 római katolikus vallású volt.
1910-ben 1439 lakosából 1310 volt magyar, 110 román és 19 német (jiddis) anyanyelvű, 683 unitárius, 466 református, 118 ortodox, 81 római katolikus és 76 zsidó vallású.
2002-ben 2228-an lakták, ebből 1102 román, 1086 magyar és 32 cigány nemzetiségű, felekezet szerint 1122 ortodox, 504 unitárius, 417 református és 136 római katolikus.

## Látnivalók
- A sokszögalaprajzú, kéttornyú, reneszánsz stílusú Haller–Kálnoky-kastély (16. század) a hagyomány szerint az egykori kolostor romjaira épült. A kastély szolgált árva Bethlen Kata lakhelyéül. Mellette a hatszögű keleti bástya maradványai. Körülötte park.
- A Guthman–Valent-kastély 1553-ban épült, a 18. században átalakították.
- Haller-udvarház (16–19. század), benne ma iskola működik. Eredetileg hozzátartozott a római katolikus kápolna is.
- Unitárius templom (15. század)
- Református templom (épült 1749-ben), különálló harangtoronnyal. Első lelkésze Bod Péter volt.

## Híres emberek
- Felváltva itt és Fogarason élt 1722 és 1757 között Bethlen Kata emlékíró. Itt írta híres önéletrajzát is (Életének maga által való rövid leírása).
- 1746 és 1749 között a Bethlen Kata által alapított református egyház lelkésze volt Bod Péter történetíró.
- Itt született 1912-ben Balássy Gyula fafaragó.
- Itt született 1926-ban Csiky József magyar újságíró.
- Itt született 1950-ben Katz András, Izraelben élő képzőművész.
- Itt született 1956-ban Meister Éva, Magyarországon élő színművész.

## Képek

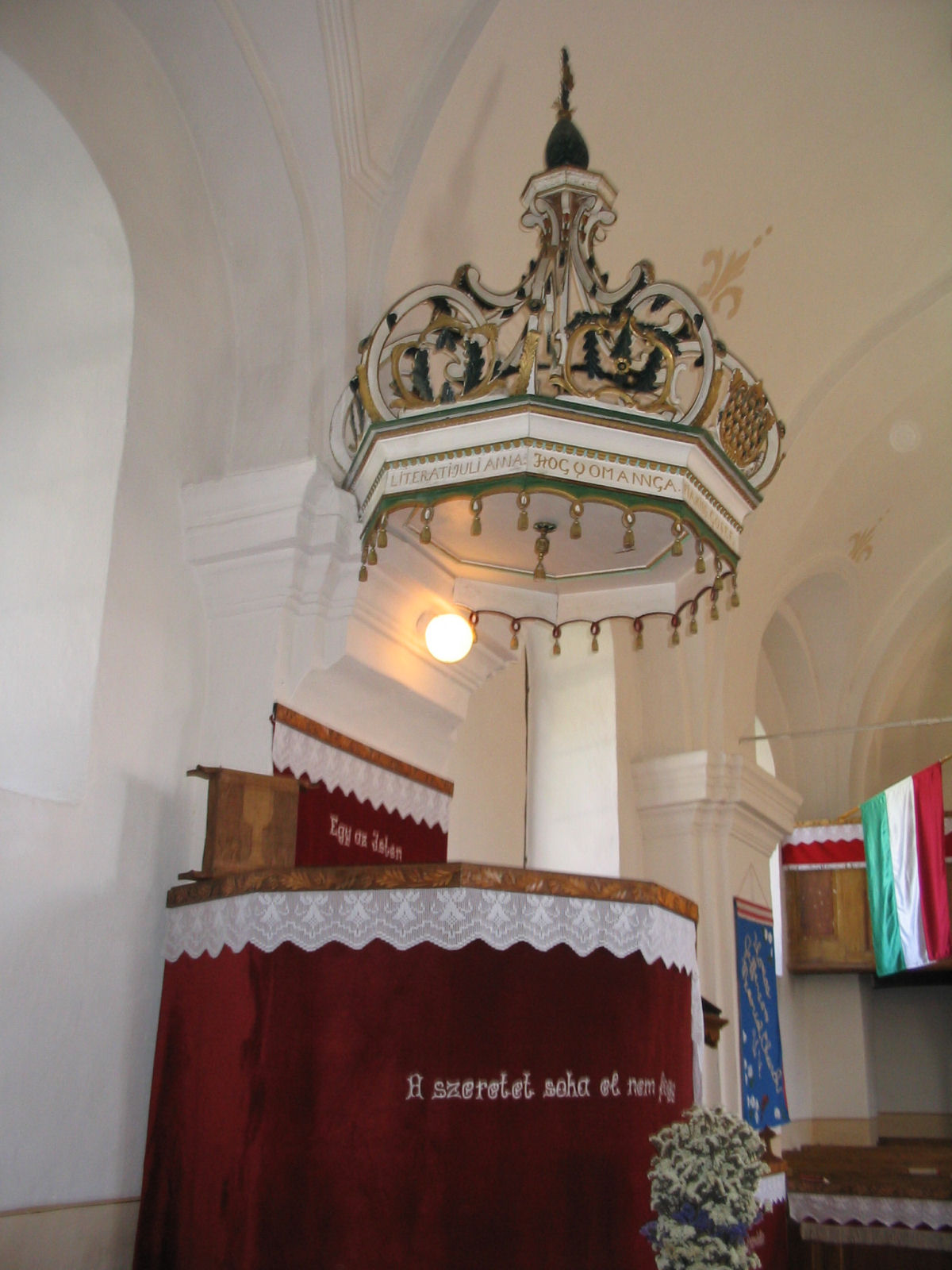
Az unitárius templom szószéke
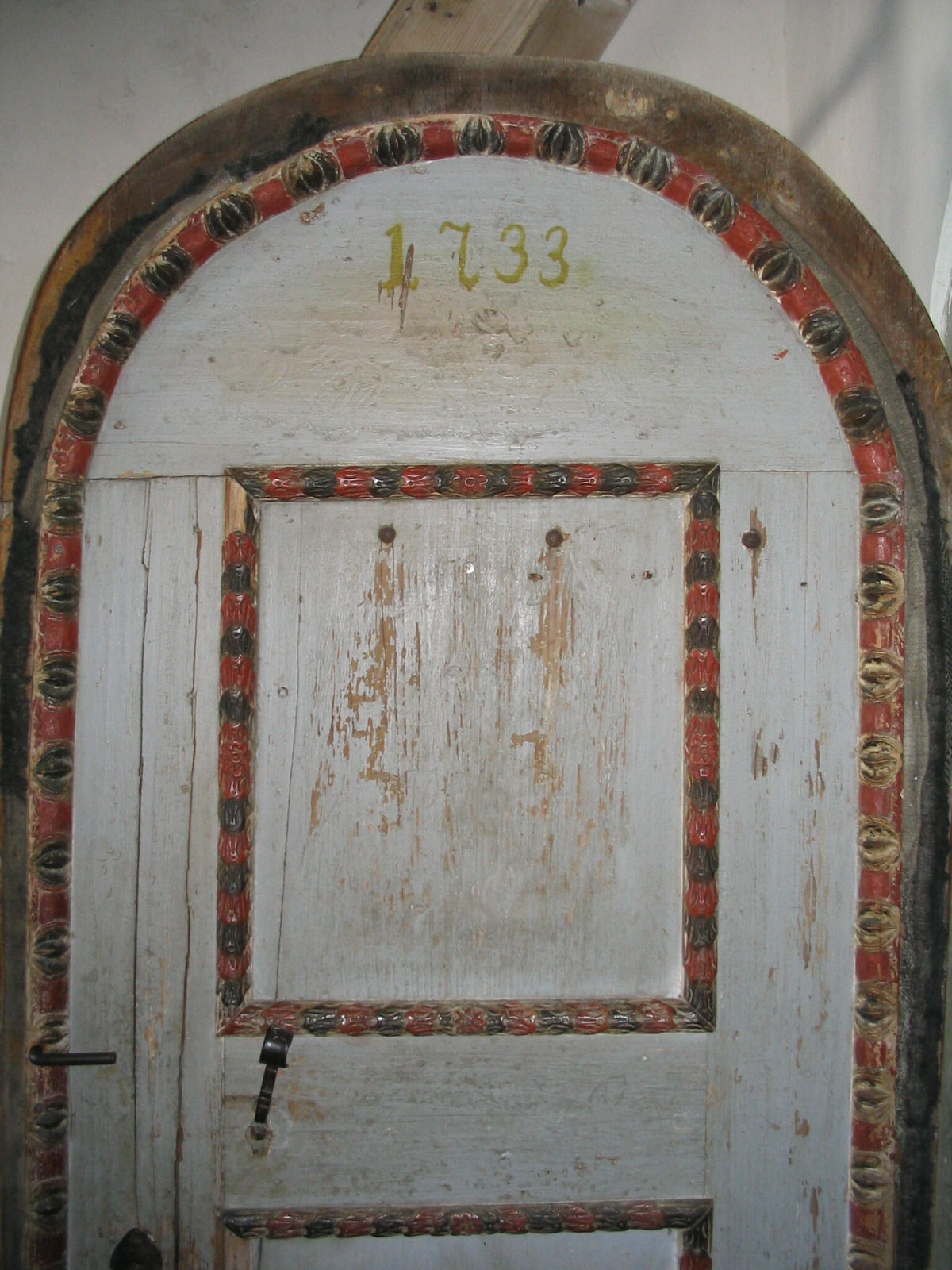
Az unitárius templom ajtaja (1733)
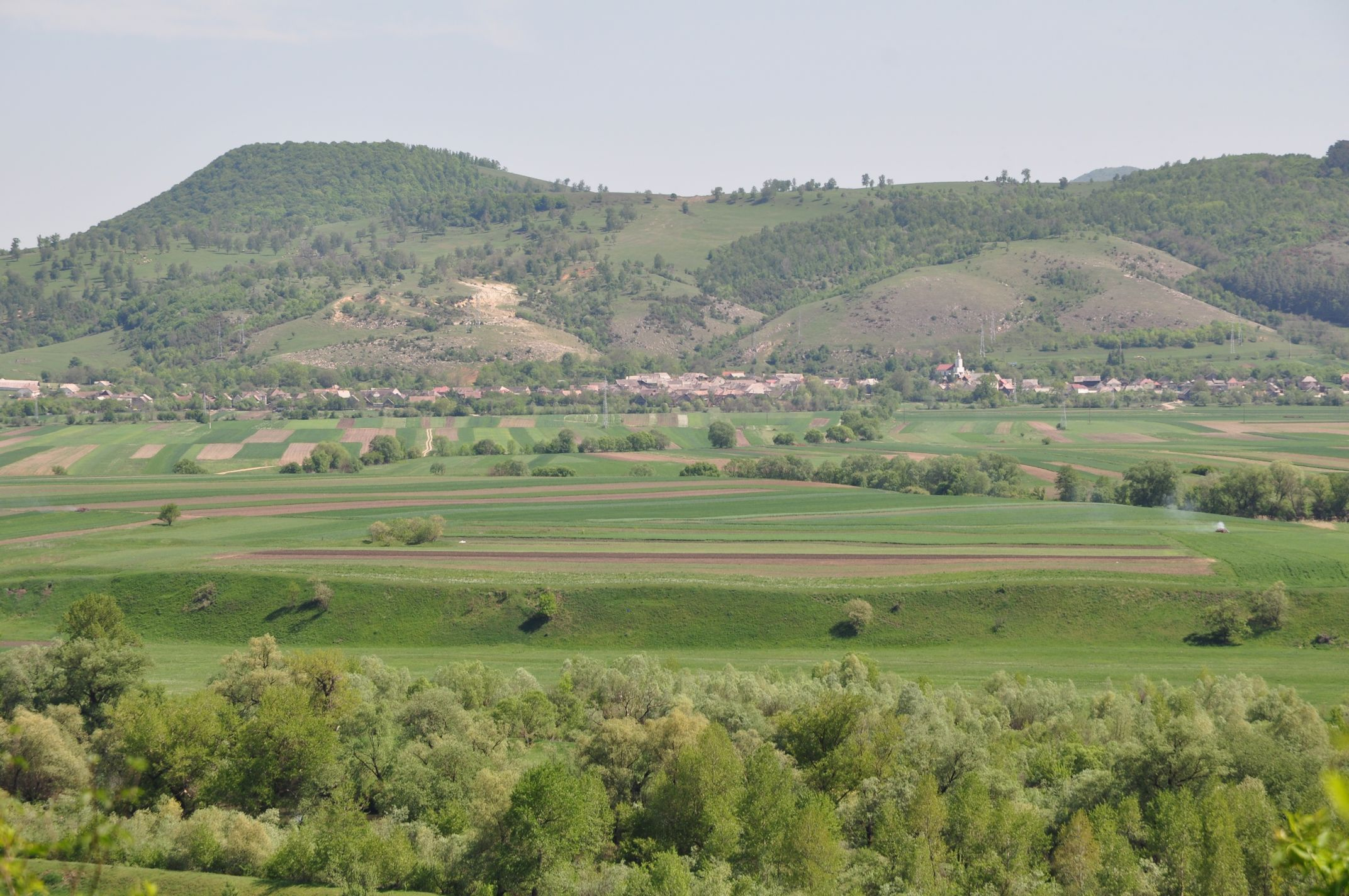
A római castrum helye a falutól nyugatra